# Emil Engelmann (Dichter)

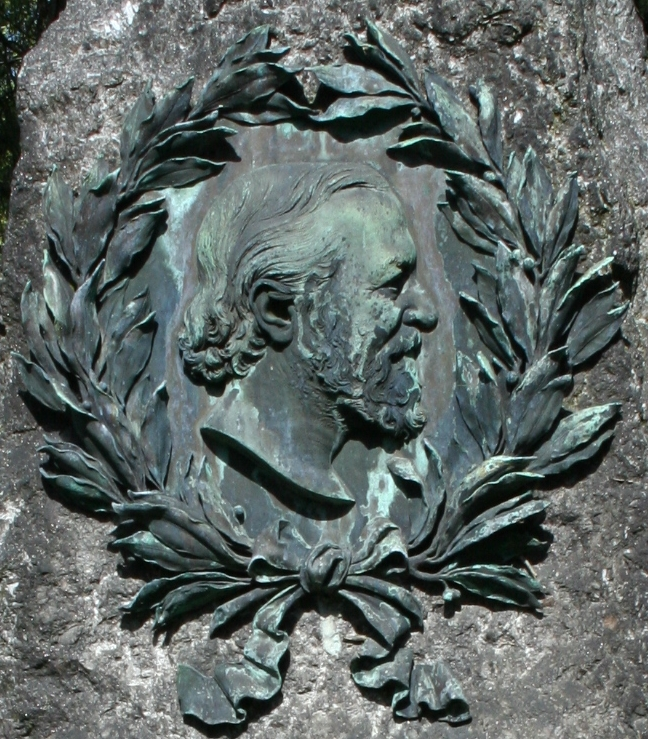
Emil Engelmann, Bronzerelief.

Emil Engelmann (* 26. August 1837 in Ötlingen; † 10. März 1900 in Stuttgart) war ein deutscher Schaumweinfabrikant und Schriftsteller in Stuttgart. Er schuf populäre Nachdichtungen von germanischen, nordischen, mittelalterlichen und griechischen Sagen „für das deutsche Haus“. 

## Leben
Christian Emil Engelmann wurde am 26. August 1837 in Ötlingen, heute ein Stadtteil von Kirchheim unter Teck geboren. Engelmanns Eltern waren Luise Friederike Eckhardt (1809–1862) und der Apotheker Christian Gotthold Jakob Engelmann (1792–1871), ein Bruder des Apothekers und Materialisten Christian Gotthold Engelmann (1787–1847). Emil Engelmann war das zweite von fünf Kindern, das dritte Kind war sein Bruder Albert Engelmann (1839–1885). Die Familie zog 1839 von Ötlingen nach Stuttgart, wo der Vater eine Wein-, Likör- und Schaumweinfabrik gründete. Engelmann besuchte das Gymnasium in Stuttgart und trat anschließend in die väterliche Fabrik ein, in der er späterhin zusammen mit seinem Bruder Albert als Prokurist tätig war. Nach dem Tod des Vaters 1872 führten Emil und sein Bruder Albert die Firma weiter. Nach dem Tod seines Bruders 1885 war Emil alleiniger Inhaber.

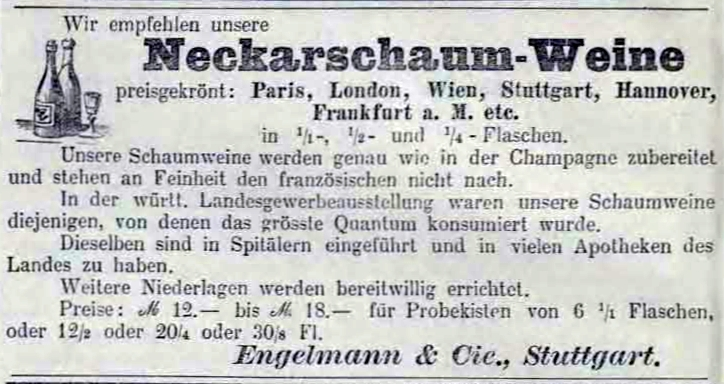
Anzeige für Neckarschaumweine, 1887.

Emil Engelmann heiratete 1868 in Stuttgart die 12 Jahre jüngere Hildegard Elben (1849–1914), die Tochter von Otto Elben, Verleger und Hauptschriftleiter des Schwäbischen Merkur, und von Sophia Kapff (1827–1900). Aus der Ehe gingen zwischen 1869 und 1882 drei Töchter und zwei Söhne hervor.
Emil Engelmann starb am 10. März 1900 im Alter von 62 Jahren in Stuttgart. Seine Frau überlebte ihn um 14 Jahre und starb 1914 im Alter von 65 Jahren in Stuttgart. Beide sind in einem Familiengrab auf dem Stuttgarter Pragfriedhof in Abteilung 4 bestattet.

## Werk
Engelmanns schriftstellerisches Interesse galt vor allem der germanischen, nordischen, mittelalterlichen und griechischen Sagenwelt. In seinen populären Nach- und Umdichtungen und in Nacherzählungen bearbeitete er vor allem Heldenlieder, Märchen und Sagen für das deutsche Haus, die Frauenwelt und die Jugend. Seine Bücher verdankten ihren Erfolg der leichtverständlichen Sprache und nicht zuletzt der reichen Illustration.
Engelmann betätigte sich auch als Dichter, hauptsächlich als Fest- und Gelegenheitsdichter, wobei er „sein bescheidenes poetisches Talent niemals künstlich in die Hohe zu schrauben“ suchte. Bei der jährlich im Mai wiederkehrenden Schillerfeier des Stuttgarter Liederkranzes „trug er mehr als zwanzigmal zum Gelingen des Festes sein Scherflein durch begeisterte Verse bei“, die er vom Sockel des Schillerdenkmals zur versammelten Volksmenge sprach. Der Liederkranz ernannte ihn dafür zum Ehrenmitglied. 
Als Liedautor gab er 1881 eine Auswahl seiner von Ludwig Stark vertonten Dialektgedichte unter dem Titel „Aus dem Schwabenlande“ heraus. Ferner veröffentlichte er 1886 50 alte Volkslieder unter dem Titel „Der Minnesänger. 50 alte Lieder in neuen Weisen“.

## Werkverzeichnis

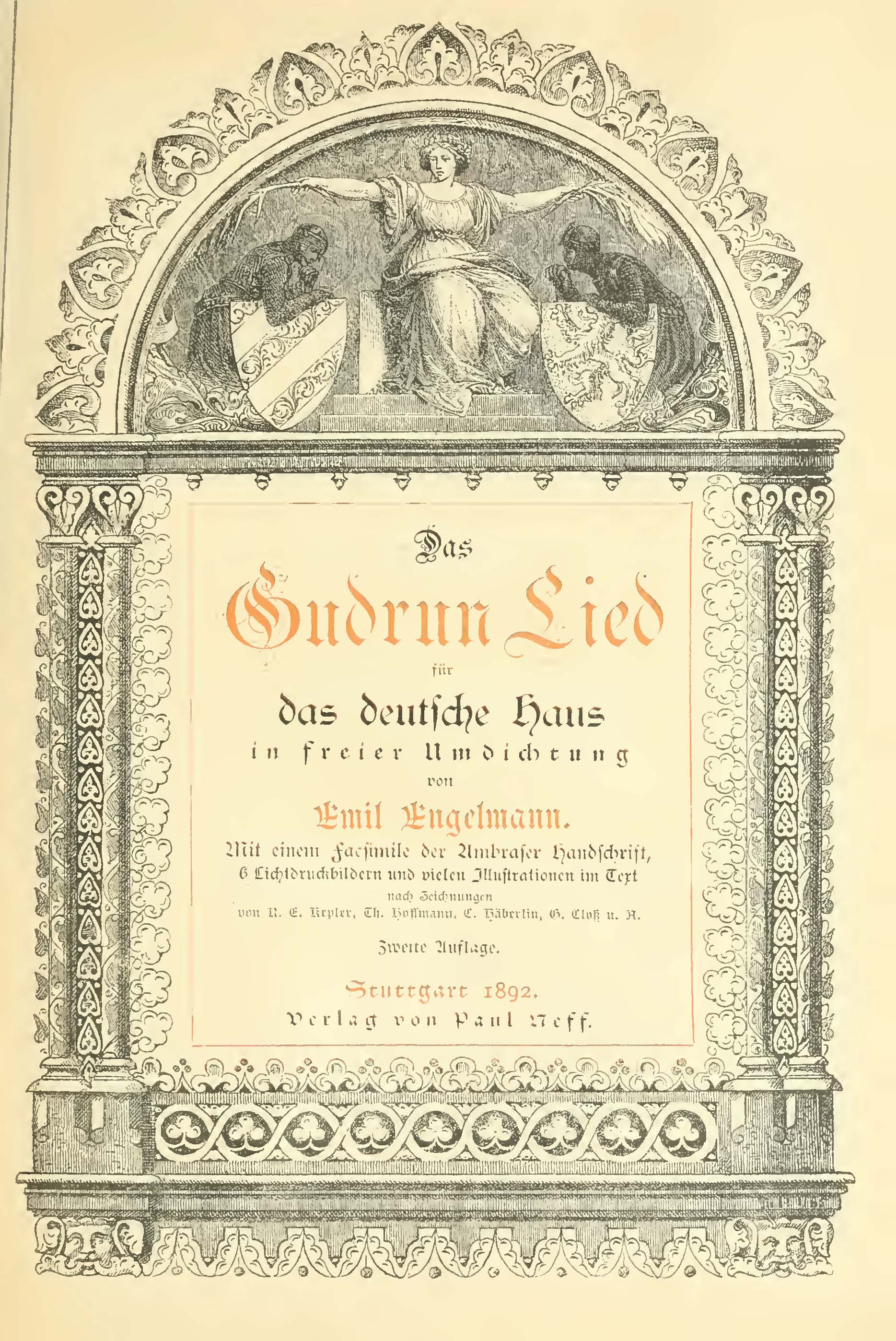
Das Gudrunlied, 1886.
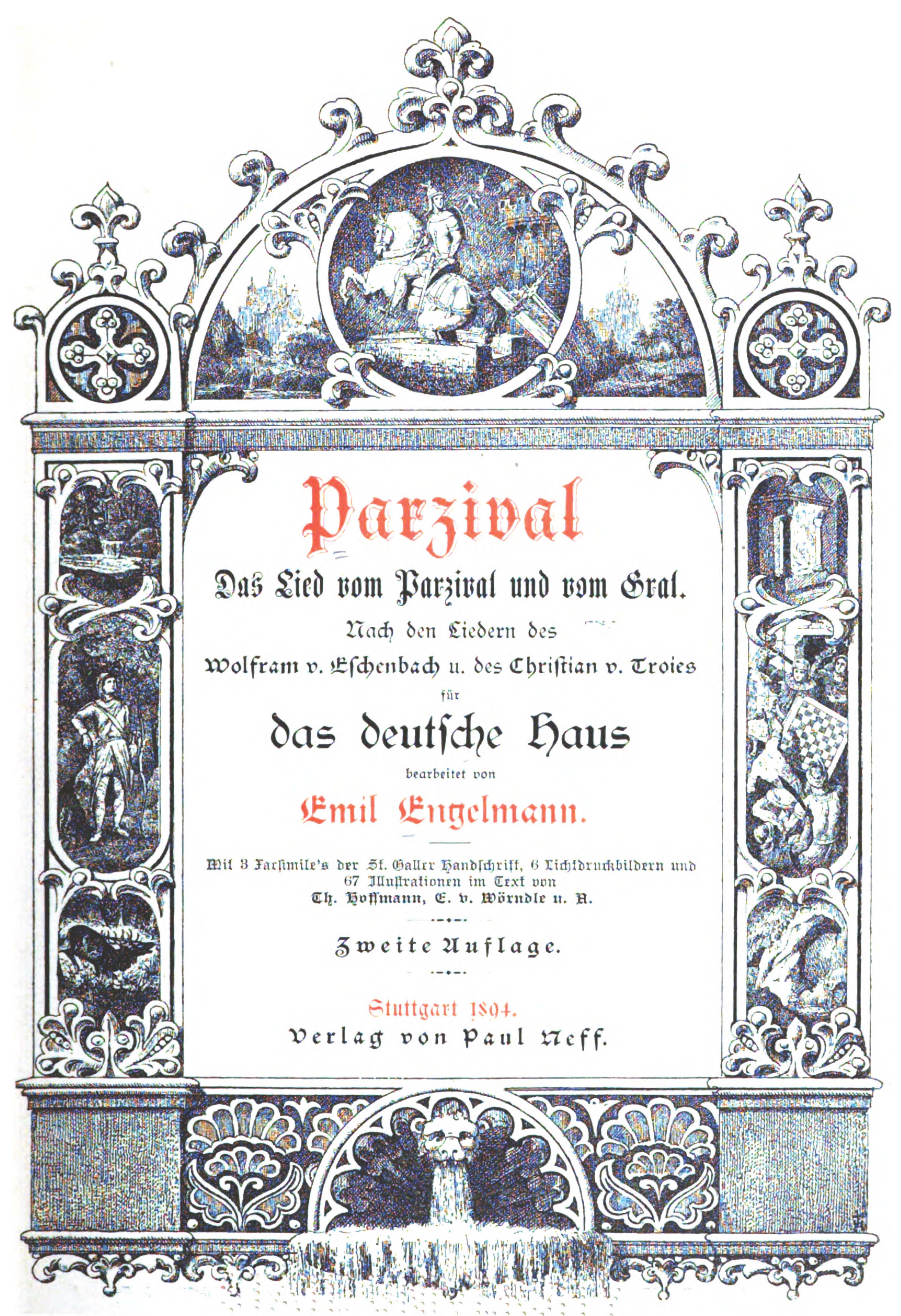
Parzival, 1888.
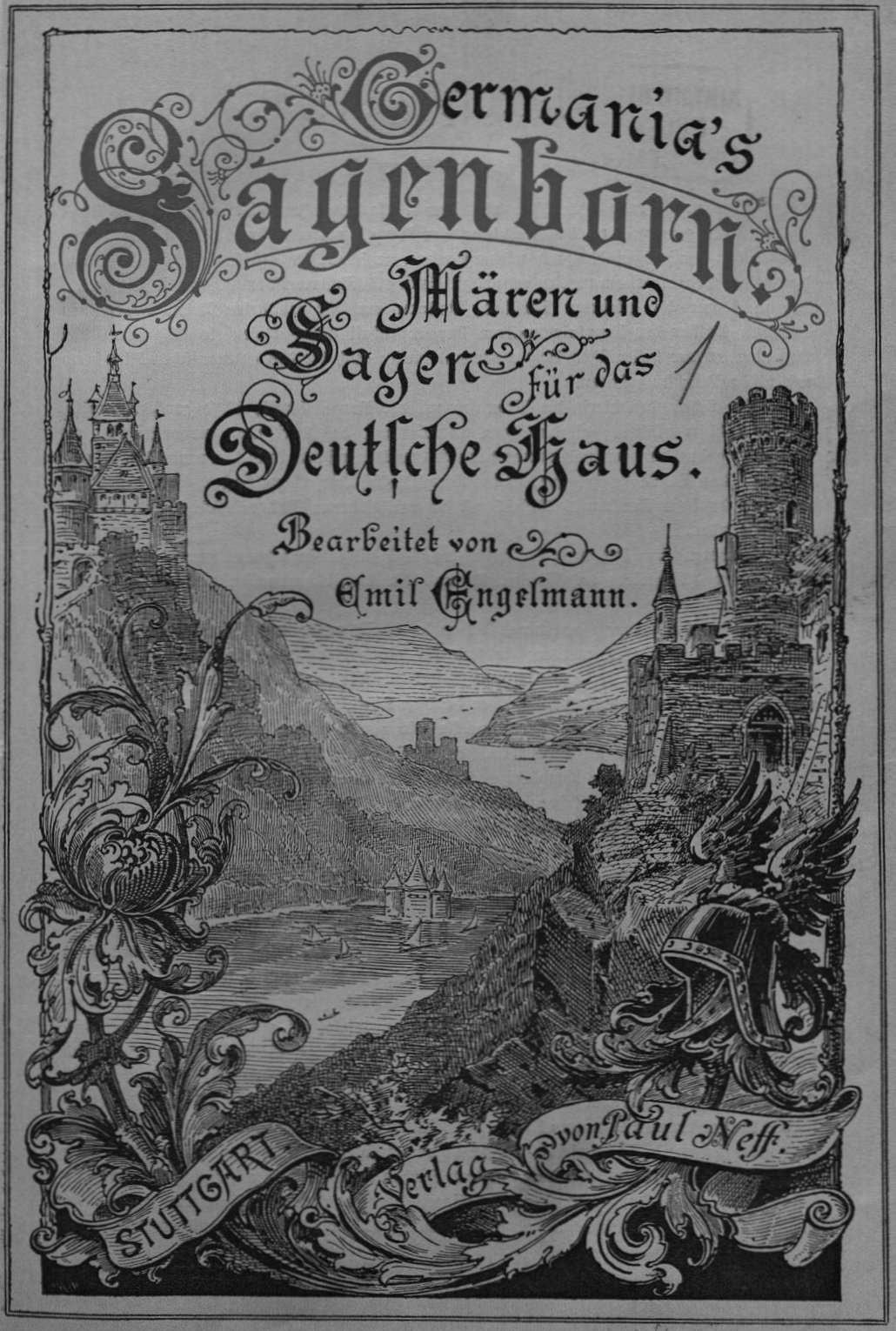
Germania’s Sagenborn, 1889.
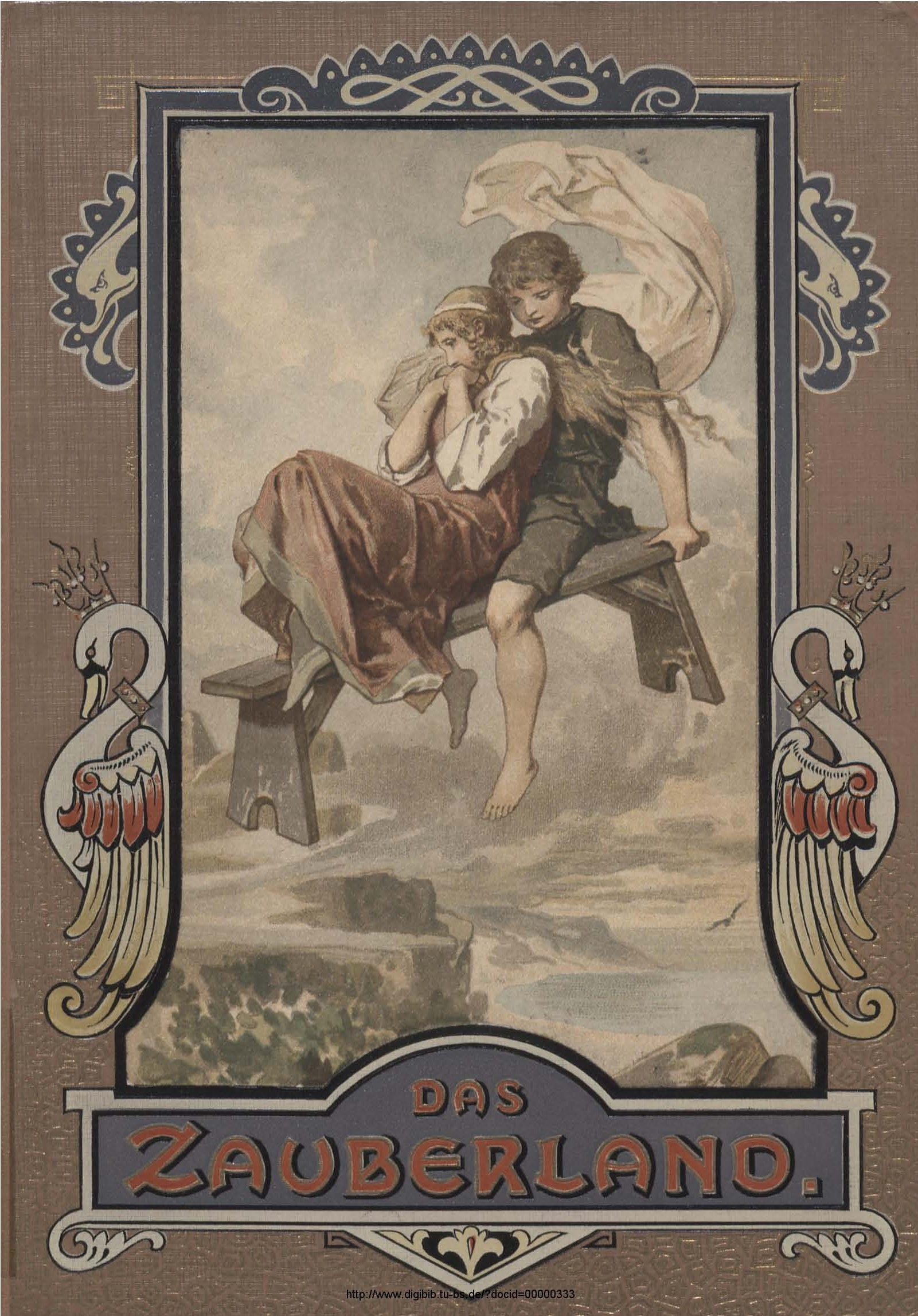
Das Zauberland, 1898.

- Volksmärchen und Göttersagen aus germanischer Vorzeit. Epische Dichtungen. Stuttgart : Bonz, 1880, pdf 1882.
- Die schönsten Mären und Heldensagen der Vorzeit. Getreu nach den Quellen geschildert. Mit 12 Illustrationen. Stuttgart : Neff, 1884.
- Das Nibelungenlied. Für das deutsche Haus nach den besten Quellen bearbeitet. Stuttgart : Neff, 1885.
- Das Gudrunlied für das deutsche Haus. In freier Umdichtung. Mit einem Facsimile der Ambraser Handschrift, 6 Lichtdruckbildern und vielen Illustrationen im Text. Stuttgart : Neff, 1886, pdf 1892.
- Die Frithiofs-Sage. Das Lied von Frithiof dem Kühnen für das Deutsche Haus nach den Quellen der alten isländischen und der Tegner’schen Frithiofs-Sage. Stuttgart : Neff, 1887.
- Einiges über Parzival- und Nibelungenlied-Handschriften der Stiftsbibliothek St. Gallen. In: Schriften des Vereins für Geschichte des Bodensees und seiner Umgebung, Band 16, 1887, Seite 85–88, pdf.
- Parzival. Das Lied vom Parzival und vom Gral. Nach den Liedern des Wolfram v. Eschenbach und des Christian v. Troies für das deutsche Haus bearbeitet. Mit 3 Faksimile’s der St. Galler Handschrift, 6 Lichtdruckbildern und 67 Illustrationen. Stuttgart : Neff, [1888], pdf 1894. – Nachwort vom 26. August 1887.
- Germania’s Sagenborn. Mären und Sagen für das deutsche Haus bearbeitet.
  - Band 1. Stuttgart : Neff, 1889, pdf.
  - Band 2. Stuttgart : Neff, 1890, pdf.
- Homers Odyssee. In freier Umdichtung für das deutsche Haus. Stuttgart : Neff, 1891.
- Die Pfingstfahrt. Ein lustiger Sang aus dem Schwarzwald in 6 Abenteuern. Stuttgart : Neff, 1893.
- Nordland-Sagen. Nordisch-germanische Lieder und Mären für das deutsche Haus bearbeitet. Stuttgart : Neff, 1895, pdf.
- Der Märchenwald für das deutsche Haus. Mit sechs Vollbildern von R. E. Kepler und E. Weißer. Stuttgart : Neff, 1895.
- Sagen des klassischen Altertums. Herausgegeben von Gustav Schwab. In freier Auswahl für die Jugend bearbeitet. Mit sechs Farbendruckbildern von A. Zick. Stuttgart : Loewe, [1897], pdf. – Widmungsgedicht „im Lenz 1897“.
- Das Zauberland. Neue Märchen für die Jugend. Gesammelt von Emil Engelmann. Mit 5 Farbdruckbildern von A. Zick. Stuttgart : Effenberger, [1898], pdf.
- Märchenbilder aus germanischer Vorzeit. Dichtungen. Bilder von E. Weisser. Stuttgart, [ohne Jahr].